# Nachtbürgermeister

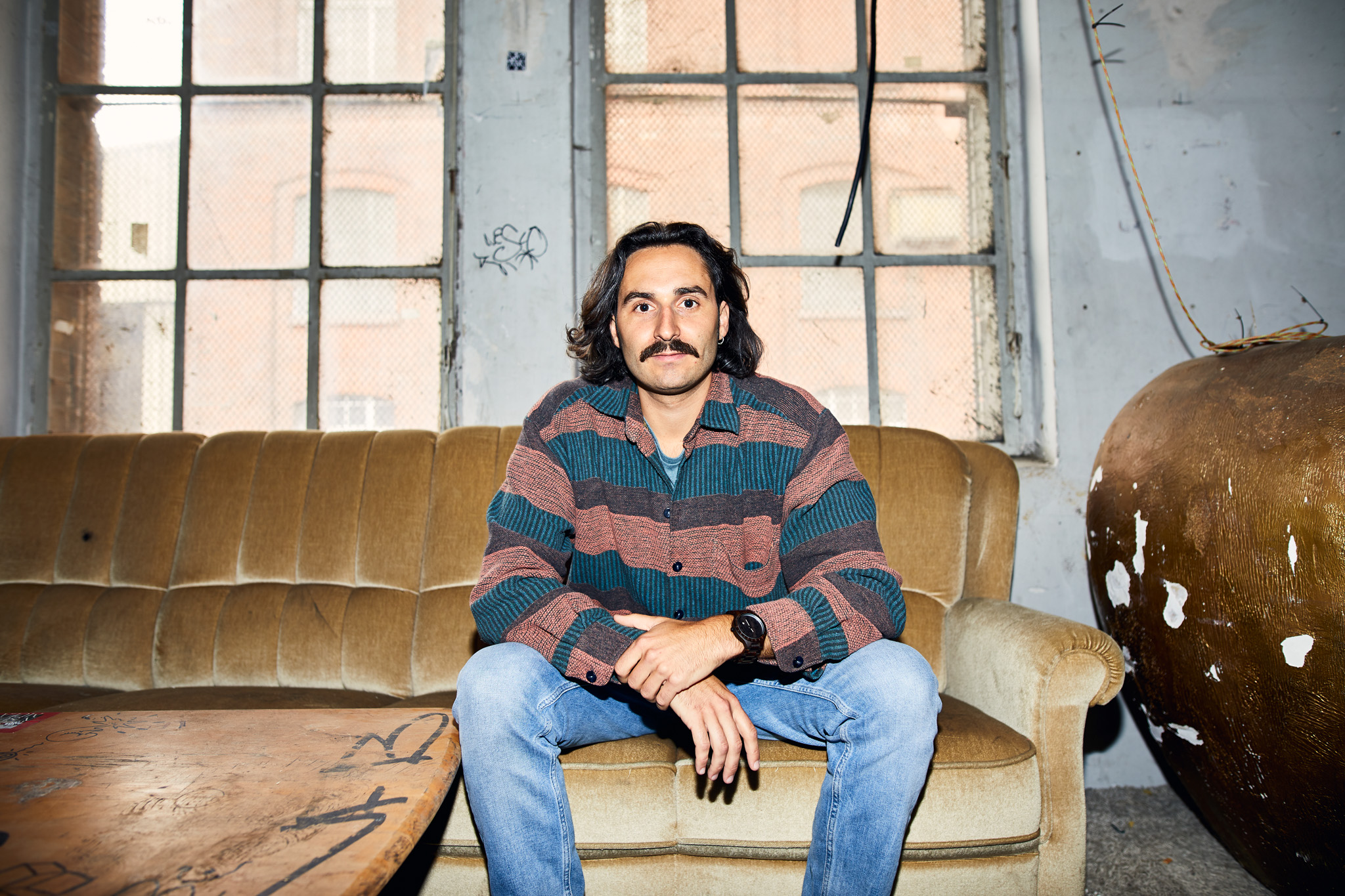
Robert Gaa, Nachtbürgermeister Mannheims

Als Nachtbürgermeister wird eine Person bezeichnet, die sich um alle Belange kümmert, die das Nachtleben einer Kommune oder Stadt betreffen. Diese Person ist ein neutrales Bindeglied zwischen den verschiedenen Interessengruppen wie z. B. Veranstaltern, Stadtverwaltung, Anwohnern, Gästen und vielen weiteren. Typischerweise ist der Nachtbürgermeister Angestellter seiner Stadt, entweder in Teil- oder in Vollzeit, oder auch ehrenamtlich. In den Niederlanden gibt es in vielen Städten Nachtburgemeesters, in Amsterdam etwa schon seit 2003. Die Bezeichnung Nachtbürgermeister ist der allgemeine Begriff für diese Position. Viele Städte haben sich mittlerweile dafür entschieden, der Stelle einen anderen Namen zu geben, da ein Bürgermeister in der Regel ein gewähltes Amt innehat. Die Bezeichnung Nachtbürgermeister führte häufig zu Irritationen. Gängige Titel sind nun ebenfalls Nachtbeauftragter oder Koordinierungsstelle Nachtleben.

## Aufgaben eines Nachtbürgermeisters
Die Aufgabe eines Nachtbürgermeisters ist nicht, für Ruhe und Ordnung in den Nachtstunden zu sorgen. Zu den Aufgaben eines Nachtbürgermeisters zählen vielmehr:

### Die strukturelle und nachhaltige Stärkung der Nachtkultur
Der Nachtbürgermeister regt den Aufbau eines Netzwerkes in den Kommunen oder Städten an. Zum einen sollen dadurch die Akteure, die das Nachtleben gestalten, untereinander vernetzt werden, um so ihre Bedürfnisse und Bedarfe sichtbarer zu machen. Oftmals wird dabei besonders stark mit den örtlichen Verbänden von Musikspielstätten kooperiert, da diese schon bestehende Strukturen aufweisen. Gleichzeitig ist ein Vernetzen in die Stadtverwaltung hinein besonders wichtig, da die Verwaltungen die Rahmenbedingungen für das örtliche Nachtleben festlegen. Es findet mittlerweile auch vermehrt die Vernetzung der Akteure auf nationaler und internationaler Ebene statt.

### Moderation und Mediation für ein besseres Verständnis
Der Nachtbürgermeister hat ebenfalls die Aufgabe, Konflikten im Nachtleben vorzubeugen und bei bestehenden zu deeskalieren. Dies geschieht über Gespräche mit allen beteiligten Konfliktparteien, um zu einem Perspektivwechsel anzuregen. Dabei sollen gemeinsame Kompromisse erarbeitet werden, die für eine nachhaltige Beruhigung der Situation sorgen. Solche Konfliktfelder treten nicht nur zwischen Nachtkultureinrichtungen und Anwohnern, sondern z. B. auch zwischen Stadtverwaltung und Veranstaltern auf. Der Nachtbürgermeister setzt sich ebenfalls kommunikativ dafür ein, dass die Relevanz und Bedürfnisse des Nachtlebens innerhalb der Gesellschaft sichtbar gemacht werden, um so für ein besseres Verständnis auf allen Seiten zu sorgen.

### Schaffung neuer Impulse für das Nachtleben
Der Nachtbürgermeister überprüft im Dialog mit allen am Nachtleben beteiligten Interessengruppen, inwiefern bestehende Rahmenbedingungen zeitgemäß bzw. angemessen sind. Stellt sich dabei heraus, dass es einer Änderung bedarf, ist es seine Aufgabe, neue Ideen und Impulse zu entwickeln, sowie diese mithilfe der Verwaltung oder Politik zu implementieren. Zu diesem Aufgabenbereich gehört zudem die Schaffung von neuen Veranstaltungsformaten, die dem Wissenstransfer und dem Vernetzen dienen. Als Beispiel kann dafür die Night Culture Conference Mannheim, kurz NØK, genannt werden.

## Deutsche Städte mit Nachtbürgermeistern
Seit 2018 hat Mannheim einen Nachtbürgermeister und ist damit die erste deutsche Stadt mit solch einem Amt. Seitdem haben sich zahlreiche Städte für die Schaffung einer solchen Stelle entschieden; einige weitere sind gerade in der Prüfung für die Schaffung einer solchen Stelle.
| Stadt                | Entstehungsjahr der Stelle | Bezeichnung                                                                | Verortung                                                             | Umfang                                   |
| -------------------- | -------------------------- | -------------------------------------------------------------------------- | --------------------------------------------------------------------- | ---------------------------------------- |
| Mannheim             | 2018                       | Night Mayor                                                                | NEXT Mannheim                                                         | Vollzeit                                 |
| Mainz                | 2020                       | Nachtkulturbeauftragter                                                    |                                                                       | Ehrenamt                                 |
| Koblenz              | Januar 2021                | Nachtkulturbeauftragter                                                    | Kulturamt Koblenz                                                     | Ehrenamt                                 |
| Heidelberg           | Februar 2021               | Nachtbürgermeister                                                         | Heidelberg Marketing                                                  | Vollzeit                                 |
| Stuttgart            | März 2021                  | Doppelspitze mit Koordinierungsstelle Nachtleben und Nachtmanager          | Wirtschaftsförderung & Popbüro Region Stuttgart                       | Vollzeit / Teilzeit (80 %)               |
| München              | Juni 2021                  | Doppelspitze Fachstelle Moderation der Nacht – MoNa                        | Sozialreferat, Amt für Wohnen und Migration, Landeshauptstadt München | Vollzeit / Vollzeit bzw. Teilzeit (75 %) |
| Dortmund             | August 2021                | Nachtbeauftragter                                                          | Wirtschaftsförderung Dortmund                                         | Vollzeit                                 |
| Leipzig              | Oktober 2021               | Doppelspitze mit Fachbeauftragter für Nachtkultur & Koordinator Nachtleben | Kulturamt Leipzig & LiveKombinat                                      | Vollzeit / Teilzeit (75 %)               |
| Wiesbaden            | Januar 2022                | Nachtbürgermeister                                                         | Bürgerreferat, Dezernat des Oberbürgermeisters                        | Ehrenamt                                 |
| Aachen               | Juli 2022                  | Nachtbürgermeister                                                         | Fachbereich Bürger*innendialog und Verwaltungsleitung                 | Teilzeit (50 %)                          |
| Saarlouis            | September 2022             | Nachtbürgermeister-Duo                                                     | Kulturamt der Stadt Saarlouis                                         | Teilzeit                                 |
| Münster              | Oktober 2022               | Nachtbürgermeister                                                         | Münster Marketing                                                     | Vollzeit                                 |
| Freiburg im Breisgau | November 2022              | Nachtkulturbeauftragter                                                    | Kulturamt Freiburg                                                    | Vollzeit                                 |
| Bonn                 | Februar 2023               | Nachtbürgermeister                                                         | Wirtschaftsförderung Bonn                                             | Honorarbasis                             |
| Wuppertal            | August 2023                | Nachtbürgermeister                                                         | Internationaler Bund                                                  | Teilzeit                                 |
| Hannover             | Oktober 2023               | Doppelspitze Koordination Nachtkultur                                      | Kulturbüro Hannover & KlubNetz Hannover                               | Teilzeit                                 |
| Hamburg-St. Pauli    | Mai 2024                   | Nachtbeauftragter                                                          | Fachamt Sozialraummanagement                                          | Teilzeit                                 |

## IG Nacht Konsil

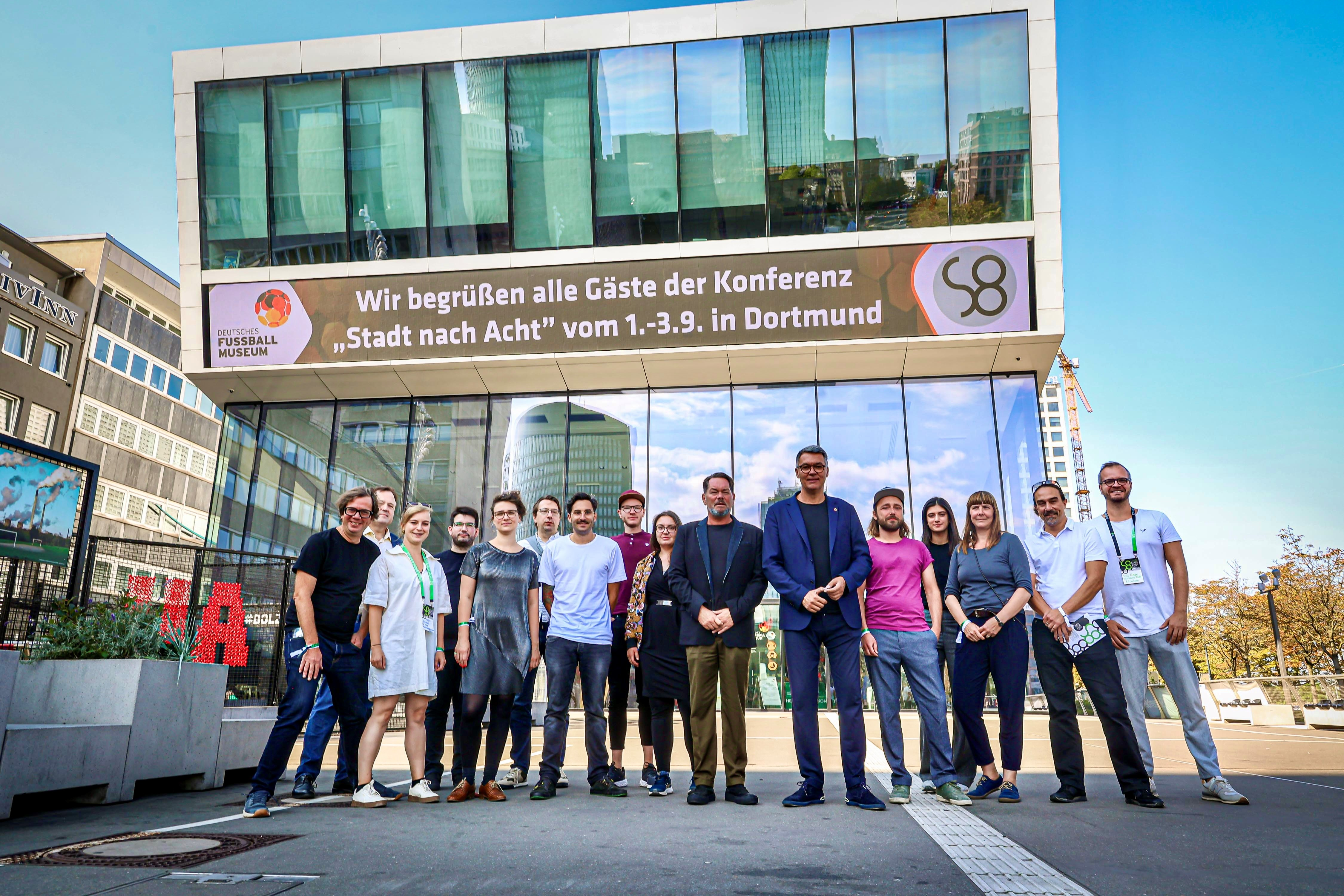
Bild des Arbeitskreises, der bei der Gründung der IG Nacht Konsil anwesend war.

Im September 2022 fand in Dortmund im Rahmen der Konferenz Stadt Nach Acht das erste Treffen der Nachtbürgermeister Deutschlands statt. Sie gründeten die Interessengemeinschaft IG Nacht Konsil. Mithilfe der Interessengruppe soll die gemeinsame Arbeit, die bisher ohne abgestimmtes Leitbild im informellen Rahmen geschah, langfristig professionalisiert werden und für weitere, bereits bestehende sowie im Aufbau befindliche Strukturen zur Nachtkultur-Governance im öffentlichen Auftrag offenstehen.
Folgendes Leitbild hat die IG Nacht Konsil im Rahmen ihrer Konstituierung beschlossen:
„Wir sind eine bundesweite Interessengemeinschaft aus neutralen Stellen, die einen öffentlichen Auftrag haben, mit inhaltlichem Fokus auf Nachtkultur.“
„Wir ermöglichen als beratendes Gremium Wissenstransfer, um unter Einbezug unterschiedlicher, relevanter Akteur:innen gemeinsam Themen der Nachtkultur weiterzuentwickeln. Das Netzwerk dient dem Austausch und der gegenseitigen Inspiration, um zielführend unsere Arbeit auf kommunaler Ebene zu erleichtern und weiterzuentwickeln.“
Der gemeinsam gewählte Name IG Nacht Konsil nimmt Bezug auf die überparteiliche, neutrale Beratungs-, Übersetzungs- und Vermittlungsleistung, die die Mitglieder im Rahmen ihrer täglichen Arbeit in ihrer Kommune leisten und die sich die Personen innerhalb des Netzwerks gegenseitig zugutekommen lassen.
Aktuelle Mitglieder der IG Nacht Konsil sind: Flensburg, Münster, Leipzig, Mannheim, Stuttgart, Freiburg im Breisgau, München, Dortmund, Aachen, Hannover, Delmenhorst und Wuppertal. Zugehörig sind außerdem Kulturvertreter aus Jena, Erfurt und Halle (Saale); diese Städte haben noch keine Nachtbürgermeisterstelle, waren jedoch aktiv an der Gründung der IG beteiligt.